# Machimus calicutensis
Machimus calicutensis är en tvåvingeart som beskrevs av Joseph och Parui 1986. Machimus calicutensis ingår i släktet Machimus och familjen rovflugor.
Artens utbredningsområde är Kerala (Indien). Inga underarter finns listade i Catalogue of Life.